# ترادس
ترادس (به اسپانیایی: Terrades) یک شهرستان در اسپانیا است که در کاتالونیا واقع شده‌است.

## خصوصیات
ترادس ۲۰٫۹۶ کیلومترمربع مساحت و ۲۶۶ نفر جمعیت دارد و ۲۲۸ متر بالاتر از سطح دریا واقع شده‌است.